# Юровский, Борис Леонтьевич
Бори́с Лео́нтьевич Юро́вский (13 февраля 1899—1972) — советский военачальник, генерал-майор (1943).

## Биография
Родился в селе Латыголь Витебской губернии (ныне Сенненского района Витебской области) в семье крестьянина-бедняка. Окончил 4 класса начального училища. Затем работал телеграфистом на станции Рудня.

### Гражданская война в России
В Красной армии с 1919 года, призван по профсоюзной мобилизации. Проходил службу телеграфистом в штабе Туркестанского фронта, затем откомандирован на Западный фронт. Участвовал в советско-польской войне 1920 года.

### Межвоенный период
С ноября 1922 года проходил службу в отдельной роте 4-го стрелкового корпуса в должностях технического инструктора и адъютанта роты. В сентябре 1925 года командирован на учёбу в Борисоглебско-Ленинградскую кавалерийскую школу, по её окончании в сентябре 1928 года был назначен в отдельный кавалерийский эскадрон 33-й стрелковой дивизии БВО, где исполнял должности командира конного взвода, помощника командира и командира эскадрона. С января 1935 года командовал отдельным разведывательным эскадроном этой же дивизии. С января по ноябрь 1935 года находился на учёбе на специальных курсах при Разведывательном управлении РККА, затем был назначен в 27-ю кавалерийскую дивизию. С ноября 1935 года был начальником штаба сначала 105-го, а с июня 1936 года — 106-го кавалерийских полков. С августа 1938 года исполнял должность начальника штаба 62-го кавалерийского полка Особой кавалерийской дивизии им. И. В. Сталина. С января 1940 года — начальник 1-го отделения штаба 36-й кавалерийской дивизии. Участник Освободительного похода в Западную Белоруссию и Советско-финляндской войны. В июне 1940 года назначен руководителем тактики 2-го Проскуровского (Черкасского) пехотного училища.

### Великая Отечественная война
С началом войны училище было передислоцировано в УрВО и переименовано во 2-е Свердловское пехотное военное училище. На основании приказа НКО СССР от 14 июля 1941 года подполковник Юровский был направлен в СКВО на должность старшего преподавателя тактики кавалерийских КУКС РККА, однако по прибытии уже 26 июля назначен начальником штаба формирующейся в городе Ставрополь 56-й кавалерийской дивизии с которой и убыл на фронт. Дивизия принимала участие Ростовской и Барвенково-Лозовской наступательных операциях. После гибели командира Н. А. Кириченко с 3 февраля по 21 марта 1942 командовал 68-й кавалерийской дивией 1-го кавалерийского корпуса Ф. А. Пархоменко. С 27 марта по 15 июля 1942 — командир 49-й кавалерийской дивизии 6-го кавалерийского корпуса. В ходе Харьковского сражения корпус в составе оперативной группы Л. В. Бобкина вначале успешно наступал на Красноград, затем оказался в окружении. Юровский с большой группой командиров и бойцов вышел из окружения. Был ранен и контужен. Осенью 1942 года участвовал в обороне Сталинграда. Затем был инспектором кавалерии Воронежского фронта. Постановлением СНК СССР № 1285 от 17 ноября 1943 года полковнику Б. Л. Юровскому было присвоено воинское звание «генерал-майор».

### Послевоенная служба
С 1954 по 1959 год был военным комиссаром Ростовской области. С 1959 года в отставке. Умер в 1972 году в Ростове-на-Дону, похоронен там же.

## Награды
- орден Ленина (21 февраля 1945)
- 3 ордена Красного Знамени (15 февраля 1943[1], 3 ноября 1944, 1949)
- орден Богдана Хмельницкого 2-й степени
- орден Красной Звезды (1942[1])
- медали
- ордена ЧССР и ПНР